# Bigorna
Bigorna (enclume en portugais) était un site Web brésilien sur la bande dessinée avec un accent presque exclusif sur la bande dessinée brésilienne.

## Histoire
Il a été créé en 2005 par l'éditeur Eloyr Pacheco, qui après quelques années a quitté le site, transférant le poste de rédacteur en chef au dessinateur Marcio Baraldi, qui a maintenu le site en activité jusqu'au 29 mai 2011, après avoir publié un texte de adieu dans lequel il a informé que le site resterait en ligne, même sans mises à jour, en raison des six années de contenu axé sur la bande dessinée brésilienne,,.

## Prix
En 2006, le site Bigorna a remporté le Trophée Jayme Cortez, un prix destiné à récompenser les grandes contributions à la bande dessinée brésilienne,. En 2009 et 2010, il a remporté le Prêmio DB Artes du meilleur site de fanzine,.

## Troféu Bigorna
Outre des interviews, des reportages et des critiques de bandes dessinées nationales, le site Bigorna était également responsable du Troféu Bigorna, qui s'est tenu de 2008 à 2010. Le prix a été organisé par Marcio Baraldi, Eloyr Pacheco, Humberto Yashima et Matheus Moura. La conception du trophée, qui présentait la conception d'un "Homme d'enclume" (Bigorna signifie "enclume" en portugais), a été développée par Baraldi (le personnage a été utilisé comme "mascotte" du site Web depuis lors). La principale caractéristique du Troféu Bigorna était son accent unique et exclusif sur les artistes brésiliens.